# 하킴 지예시
하킴 지예시(네덜란드어: Hakim Ziyech, 네덜란드어 발음: [ɦaːˈkim ziˈjɛɕ], 아랍어: حكيم زياش 하킴 지야시[*], 베르베르어: ⵃⴰⴽⵉⵎ ⵣⵉⵢⴰⵛ 하킴 지예시, 1993년 3월 19일~)는 네덜란드 태생 모로코의 축구 선수로 포지션은 오른쪽 윙어, 공격형 미드필더이다. 최근 카타르 스타스 리그의 알두하일에서 뛰었으며 모로코 축구 국가대표팀의 주장을 맡고 있다. 대한민국에서는 베르베르어계 네덜란드어 성 'Ziyech'의 어말 'ch'를 네덜란드어식으로 읽은 하킴 지예흐로도 알려져 있다.
2012년 SC 헤이렌베인에서 프로 축구 선수 경력을 시작해 2014년 FC 트벤터로 이적했고 2016년 1,100만 유로(약 163억 원)의 이적료로 트벤터에서 AFC 아약스로 이적했다. 2018-19 시즌에 아약스 소속으로 에레디비시에서 16득점과 13도움을 기록했고, 해당 시즌에 총 21득점과 24도움을 기록하며 2018-19 UEFA 챔피언스리그 시즌의 스쿼드에 포함되었고 가디언이 선정한 2019년 '세계 최고의 축구 선수들 100명'에서 29등을 차지했다. 2020년 7월 아약스에서 첼시 FC로 이적했고, 2023년 갈라타사라이 SK로 1시즌 동안 임대를 갔다 온 후 2024년 갈라타사라이로 이적했다.
지예시는 네덜란드 청소년 국가대표팀에서 활동했고 2015년 모로코 축구 국가대표팀에 데뷔했다. 모로코 국가대표 자격으로 2018년 FIFA 월드컵, 2022년 FIFA 월드컵, 2019년 아프리카 네이션스컵과 2023년 아프리카 네이션스컵에 참가했고 2019년 국가대표팀의 주장으로 임명되었다.

## 개인사
지예시는 2015년 모로코 축구 국가대표팀에 데뷔한 이후 국가대표팀에서 얻은 모든 수익을 국가대표팀의 직원들과 자선단체들에 기부하고 있다.

## 기록

### 대회기록

#### AFC 아약스(2016~2020)
- 에레디비시 : 2018-19
- KNVB 베이커 : 2018-19
- 요한 크라위프 스할 : 2018-19

#### 첼시 FC(2020~2023)
- UEFA 챔피언스리그 : 2020-21
- UEFA 슈퍼컵 : 2021
- FIFA 클럽 월드컵 : 2021

### 개인
- 헤레벤 올해의 선수 : 2013-14
- 트벤테 올해의 선수 : 2014-15
- 아약스 올해의 선수 : 2017–18, 2018–19, 2019–20
- 에레디비시 최우수 선수 : 2015–16, 2017–18, 2018–19
- 에레디비시 올해의 팀 : 2015–16, 2016–17, 2017–18, 2018–19
- 에레디비시 도움왕 : 2014-15, 2015-16, 2016-17, 2017-18, 2018-19
- 네덜란드 올해의 선수 : 2017-18
- UEFA 챔피언스리그 시즌의 스쿼드 : 2018-19
- CAF 올해의 팀 : 2019
- 모로코 올해의 축구 선수 : 2016, 2018
- 모로코 올해의 해외 선수 : 2010